# Мошок (Кировский район)
Мошок — (бел. Машок) — деревня в Павловичском сельсовете Кировского района Могилевской области Беларуси. Короткая прямолинейная улица меридиональной ориентации застроена редко расположенными деревянными традиционными домами-«хатами».

## География
Деревня расположена в 15 км на северо-восток от Кировска, в 28 км от железнодорожной станции Березина (на линии Минск — Жлобин), в 104 км от Могилёва.
Транспортная связь проходит по просёлочной, затем автодороге Могилёв — Рогачёв.

## История
Основана в 1920 году переселенцами из соседних деревень.
В 1930 году образован колхоз «Красный боец».
Во время Великой Отечественной войны с конца июня 1941 года до конца июня 1944 оккупирована немецко-фашистскими войсками. 11 жителей погибли на фронте. В 1986 году в составе колхоза «Красный боец» (центр в д. Павловичи). В 2002 год — 11 дворов,31 жителя.
В 2007 году — 9 дворов, 21 жителя.

## Население

### Численность
- 2007 год — 9 дворов, 21 жителя

### Динамика
- 1920 год — основание деревни
- 2002 год — 11 дворов, 21 житель
- 2007 год — 9 дворов, 21 житель